# Smirnenți, Haskovo
Smirnenți (în bulgară Смирненци) este un sat în comuna Harmanli, regiunea Haskovo,  Bulgaria. 

## Demografie
Componența etnică a satului Smirnenți
     Bulgari (91,62%)
     Nicio identificare (8,37%)
     Altele (0%)
La recensământul din 2011, populația satului Smirnenți era de 191 locuitori. Din punct de vedere etnic, majoritatea locuitorilor (91,62%) erau bulgari. Pentru 8,37% din locuitori nu este cunoscută apartenența etnică.